# Qarah Tegīnī
Qarah Tegīnī (persiska: قَرَه تِگينی, قَرِه تِگينی, قَرا تيگِنی, قَرا تِگينِه, قره تگینی) är en ort i Iran.   Den ligger i provinsen Hamadan, i den nordvästra delen av landet, 270 km sydväst om huvudstaden Teheran. Qarah Tegīnī ligger 1 871 meter över havet och antalet invånare är 263.
Terrängen runt Qarah Tegīnī är lite kuperad. Runt Qarah Tegīnī är det ganska tätbefolkat, med 104 invånare per kvadratkilometer. Närmaste större samhälle är Malāyer, 18,9 km sydväst om Qarah Tegīnī. Trakten runt Qarah Tegīnī består i huvudsak av gräsmarker.